# Thalma de Freitas
Thalma de Freitas (Rio de Janeiro, 14 de maio de 1974)  é uma cantora, compositora e atriz brasileira, que ganhou notoriedade por seus trabalhos na televisão, como Zilda em Laços de Família (2000), Carol em O Clone (2001), Dalila em  Kubanacan (2003) e Baiana em Bang Bang (2005). No cinema, Thalma ganhou destaque por interpretar Ana em O Xangô de Baker Street (2001) e Maria da Ajuda em As Filhas do Vento (2004), pelo qual venceu o prêmio de melhor atriz coadjuvante no Festival de Gramado. Em 2019, recebeu aclamação da crítica musical por seu álbum Sorte!, desenvolvido com o norte-americano John Finbury, pelo qual foi indicada ao Grammy de melhor álbum de jazz latino.

## Carreira
Como atriz
Thalma de Freitas atuou em diversas novelas entre elas Laços de Família, O Clone, Kubanacan, Começar de Novo, Bang Bang e dois filmes: O Xangô de Baker Street de Miguel Faria Jr., interpretando Ana Candelária, a namorada brasileira de Sherlock Holmes e As Filhas do Vento, de Joel Zito Araújo, interpretando a primeira fase de Jú. Por esse trabalho, Thalma dividiu com Taís Araújo, o Kikito de melhor atriz coadjuvante no Festival de Cinema de Gramado.
Como cantora
A cantora é filha do pianista, arranjador, compositor e maestro Laércio de Freitas. Iniciou a carreira profissional fazendo musicais na cidade de São Paulo, em 1992, com o espetáculo "Noturno" da Cia dos Menestréis, dirigida por Oswaldo Montenegro. Em 1993, fez Hair, dirigida por Jorge Fernando que em 94 a convidou para o musical Nas Raias da Loucura estrelado por Claudia Raia, espetáculo este que a levou em 95 de volta a cidade natal do Rio de Janeiro. Em 1996, Jorge Fernando convida Thalma para atuar na novela Vira Lata, seu primeiro trabalho somente como atriz. Paralelamente apresentou-se em bares cariocas acompanhada pelo cantor e violonista Alexandre Vaz no show Café+Leite, interpretando composições de autores da nova geração da MPB, como Paulinho Moska, Seu Jorge e Adriana Calcanhoto. De Freitas (como é conhecida) também atuou no projeto Humaitá pra Peixe em duo com seu pai e como convidada de diversos artistas como Seu Jorge, Cabeza de Panda e Wax Poetic. 
Em 1996, Thalma lança o single "Eu Quero Tanta Coisa" que também ganhou um clip pra MTV Brasil. Nesse mesmo ano lança o álbum autointitulado "Thalma" com muito R&B, Baladas e Dance Music. Com regravações e inéditas de composições em parceria e solo, um dueto com Alexandre Lucas "Só Falta Você Deixar", "Eu Sei" da Legião Urbana em uma versão mais black, "Perigosa" de As Frenéticas em hidden track. Por falta de divulgação esse belíssimo trabalho não teve um destaque merecido.
Em 2004, lançou o CD solo, com canções clássicas como "Doce de coco" (de Jacob do Bandolim e Hermínio Bello de Carvalho), "Beija-me" (Roberto Martins e Mário Rossi) e contemporâneas, como "Tranquilo" (de Kassin) e "Cordeiro de Nanã" (Mateus e Dadinho), que foi escolhida para compor a trilha sonora da telenovela Senhora do Destino. Seu pai, Laércio de Freitas, participou do álbum ao piano junto a outros luminares do samba carioca: Wilson das Neves (bateria) e Bebeto (contrabaixo). Thalma de Freitas também atua como crooner da big band Orquestra Imperial. Fez participação especial na música Ela Disse, com Marcelo D2. Em 2011, ela fez uma participação especial no CD do cantor Daniel Peixoto, Mastigando Humanos.

## Filmografia

### Televisão
| Ano  | Título                        | Papel                       | Nota                  |
| ---- | ----------------------------- | --------------------------- | --------------------- |
| 1996 | Vira Lata                     | Dolores Moura de Cavalcante |                       |
| 1996 | Xica da Silva                 | Caetana                     |                       |
| 1998 | Dona Flor e Seus Maridos      | Marilda                     |                       |
| 1998 | Malhação                      | Wanderléia Matoso Gonçalves |                       |
| 1998 | Labirinto                     | Glória (Glorinha)           |                       |
| 1999 | Andando nas Nuvens            | Maria José (Zezé)           |                       |
| 2000 | Laços de Família              | Zilda Carvalho              |                       |
| 2001 | O Clone                       | Carolina (Carol)            |                       |
| 2003 | Kubanacan                     | Dalila Ribeiro de Andrade   |                       |
| 2004 | Começar de Novo               | Elvira Nogueira             |                       |
| 2005 | Bang Bang                     | Regina da Silva (Baiana)    |                       |
| 2006 | Lu                            | Gisele                      |                       |
| 2007 | Som Brasil                    | Ela mesma                   | Episódio: "Noel Rosa" |
| 2007 | Sete Pecados                  | Berenice de Oliveira (Berê) |                       |
| 2009 | Caras & Bocas                 | Magaly Franco               |                       |
| 2009 | Som Brasil                    | Ela mesma                   | Episódio: "Tim Maia"  |
| 2010 | Malhação                      | Nathália Diniz              |                       |
| 2012 | Malhação: Intensa como a Vida | Luiza Lima Svensson         | Temporada 20          |
| 2023 | Histórias (Im)Possíveis       | Empregada                   | Episódio: "Levante"   |
| 2026 | Dona Beja                     | Josefa Carneiro de Mendonça |                       |

### Cinema
| Ano  | Título                     | Papel                       | Notas          |
| ---- | -------------------------- | --------------------------- | -------------- |
| 2001 | O Xangô de Baker Street    | Ana                         |                |
| 2001 | Bufo & Spallanzani         | Risoleta                    |                |
| 2003 | O Corneteiro Lopes         | Estrela                     |                |
| 2005 | As Filhas do Vento         | Maria da Ajuda "Ju" (jovem) |                |
| 2006 | Alabê de Jerusalém         | Marian                      |                |
| 2009 | Heaven Garden              | Língua do Inferno           | Curta-metragem |
| 2012 | Gonzaga: de Pai para Filho | Cantora do dancing          |                |
| 2013 | Mundo Invisível            | Hóspede                     |                |
| 2017 | Erase Me                   | Ângela                      | Curta-metragem |
| 2019 | Dulcinea                   | Martha                      |                |

## Discografia
| Ano  | Capa                                            | Gravadora               |
| ---- | ----------------------------------------------- | ----------------------- |
| 1996 | Thalma                                          | Selo Chaos (Sony Music) |
| 2004 | Thalma de Freitas                               | Selo Cardume (EMI)      |
| 2007 | Carnaval Só No Ano Que Vem (Orquestra Imperial) | Som Livre               |
| 2019 | Sorte!                                          | Green Flash Music       |

## Prêmios e indicações
| Ano  | Premiação           | Categoria                   | Indicação                     | Resultado |
| ---- | ------------------- | --------------------------- | ----------------------------- | --------- |
| 2004 | Festival de Gramado | Melhor Atriz Coadjuvante    | As Filhas do Vento            | Venceu    |
| 2020 | Grammy Awards       | Melhor Álbum de Jazz Latino | Sorte!: Music By John Finbury | Indicado  |